# Rio Barbocet
O Rio Barbocet é um rio da Romênia afluente do Rio Rudăreasa, localizado no distrito de Vâlcea.